# Cadvanita
La cadvanita és un mineral de la classe dels òxids. Rep el nom per la seva composició química.

## Característiques
La cadvanita és un vanadat de fórmula química Cd(VO₃)₂. Va ser aprovada com a espècie vàlida per l'Associació Mineralògica Internacional en el mes de maig de l'any 2025. Encara resta pendent de publicació. Cristal·litza en el sistema monoclínic.
Les mostres que van servir per a determinar l'espècie, el que es coneix com a material tipus, es troben conservades a les col·leccions mineralògiques del Museu d'Història Natural del Comtat de Los Angeles, a Los Angeles (Califòrnia) amb els números de catàleg: 76456, 76454 i 76457.

## Formació i jaciments
Va ser descoberta a la mina Burro, situada al comtat de San Miguel (Colorado, Estats Units). Aquesta mina estatunidenca és l'únic indret de tot el planeta on ha estat descrita aquesta espècie mineral.